# Аль-Камали, Шафик
Шафик Аль-Камали (араб. شفيق بن عبد الجبار بن قدوري الكمالي‎; 1929, Абу-Камаль — 1984) — иракский государственный деятель и поэт.
Окончил литературный колледж в Багдаде (1955), а затем Каирский университет по специальности «арабская литература». Преподавал в Колледже искусств и наук в Багдаде. Примкнув к партии Баас, потерял работу, но после переворота 1963 года в Ираке занял должность министра культуры и информации. После подавления революции был арестован, подвергался пыткам. Когда партия Баас вновь пришла к власти в Ираке, в 1970 году вошёл в состав различных руководящих органов и получил портфель министра по делам молодёжи. В это время принял деятельное участие в возрождении Иракского национального симфонического оркестра. В ходе различных конфликтов в иракском руководстве пользовался поддержкой лидера партии Баас Мишеля Афляка. С 1975 г. заместитель председателя, затем председатель Союза арабских писателей. В 1977—1979 гг. министр информации, в 1979—1980 гг. посол Ирака в Испании. В 1980 г. избран депутатом парламента. В 1983 г. был арестован и неожиданно умер сразу после выхода из тюрьмы.
В 1965 г. опубликовал исследование «Поэзия у бедуинов» (араб. الشعر عند البدو‎), в первой половине 1970-х гг. выпустил три книги стихов. Автобиографический роман остался неопубликованным. Шафику аль-Камали принадлежит также стихотворение «Земля двух рек», положенное на музыку Валидом Гольмье и служившее в 1981—2003 гг. национальным гимном Ирака.